# یوزف ایوانوویچ
یوزف ایوانوویچ (انگلیسی: Josef Ivanović؛ زادهٔ ۵ دسامبر ۱۹۷۳) بازیکن فوتبال اهل آلمان است.
از باشگاه‌هایی که در آن بازی کرده‌است می‌توان به باشگاه فوتبال زاکسن لایپزیگ، باشگاه فوتبال آلمانیا آخن، باشگاه فوتبال ماگدبورگ ۱، باشگاه فوتبال آرمینیا بیله‌فلد، و باشگاه فوتبال دویسبورگ اشاره کرد.